# Schafscheid

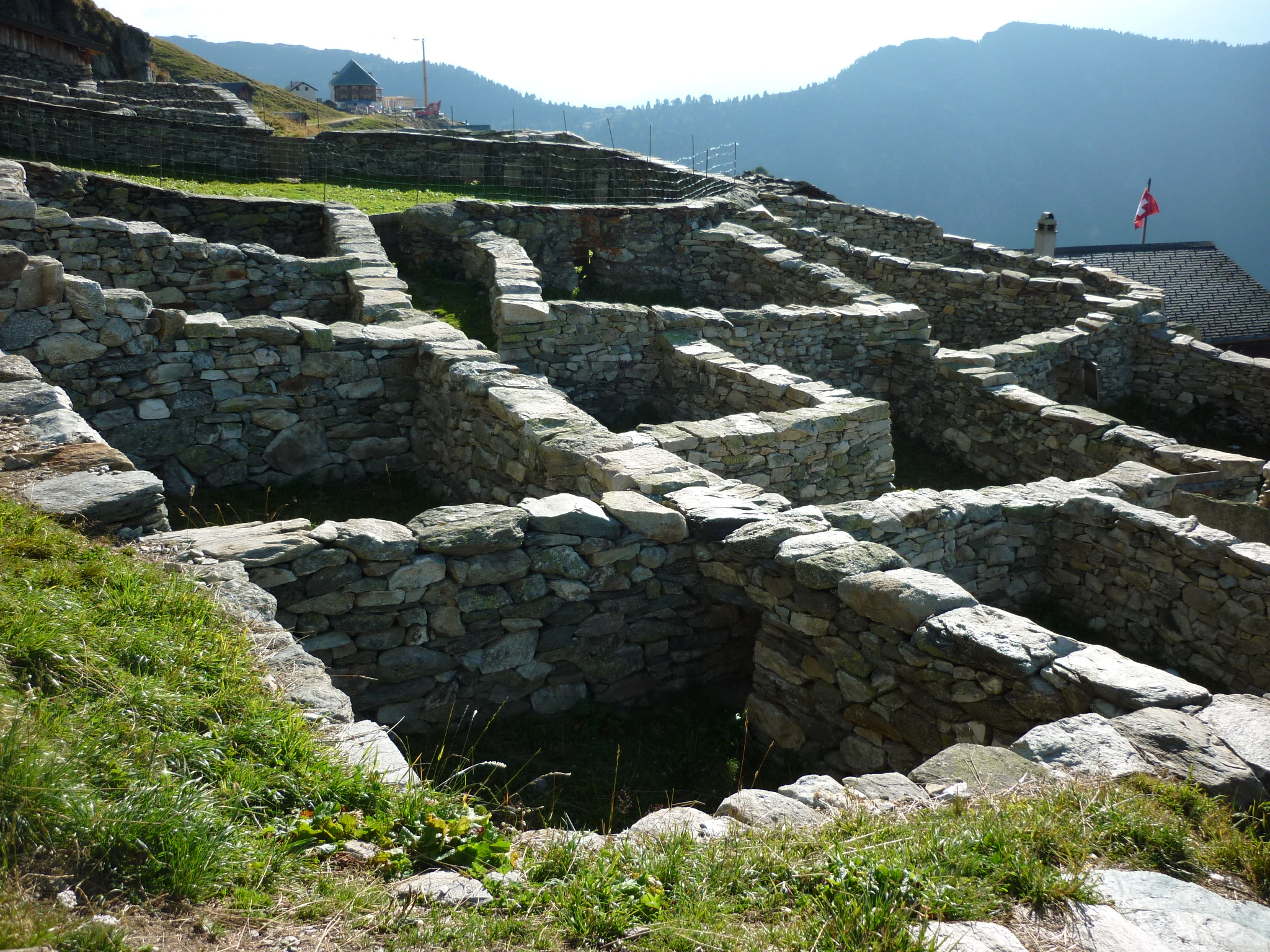
Mittelalterlicher Färrich auf der Belalp

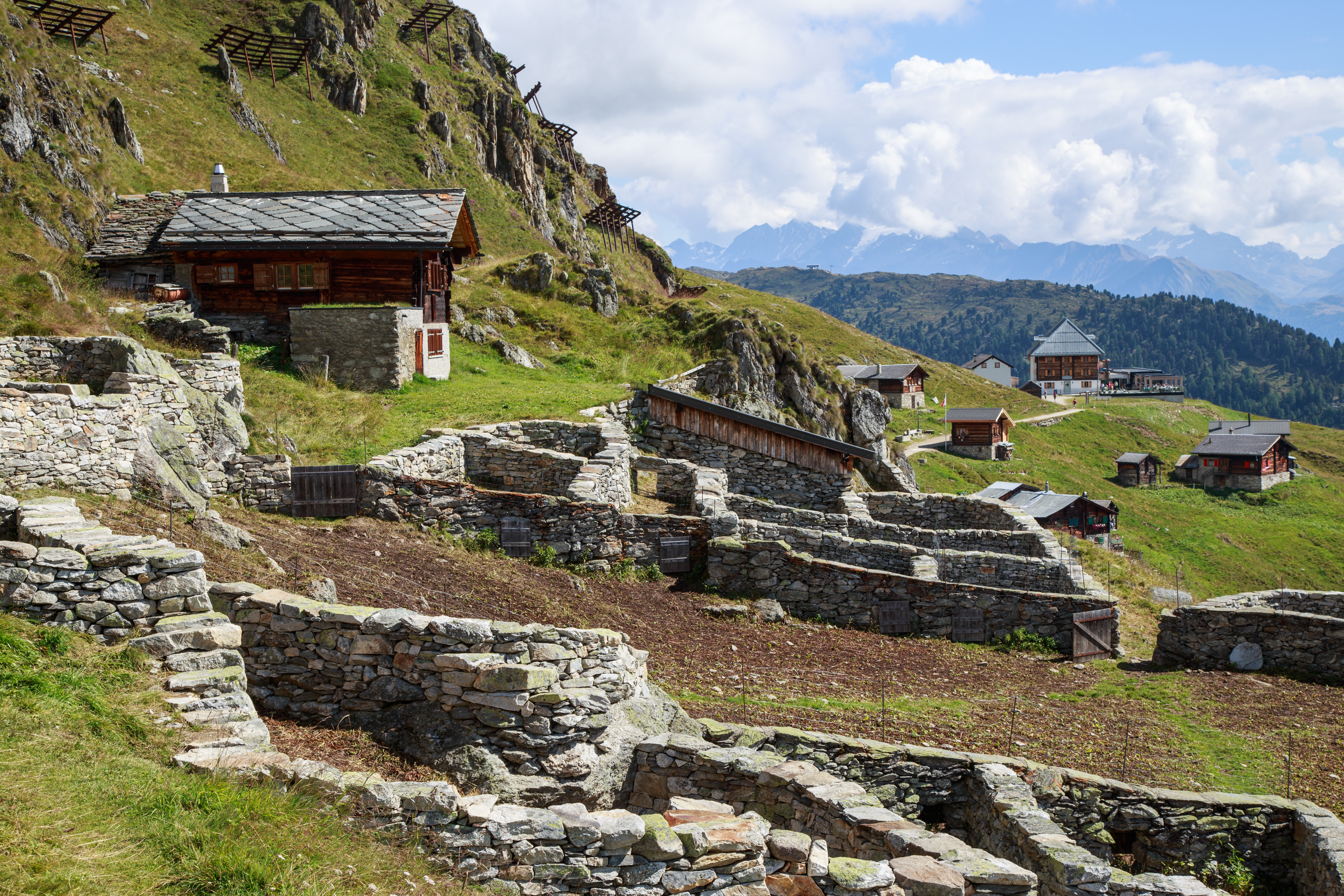
Färrich Belalp (Teilansicht)

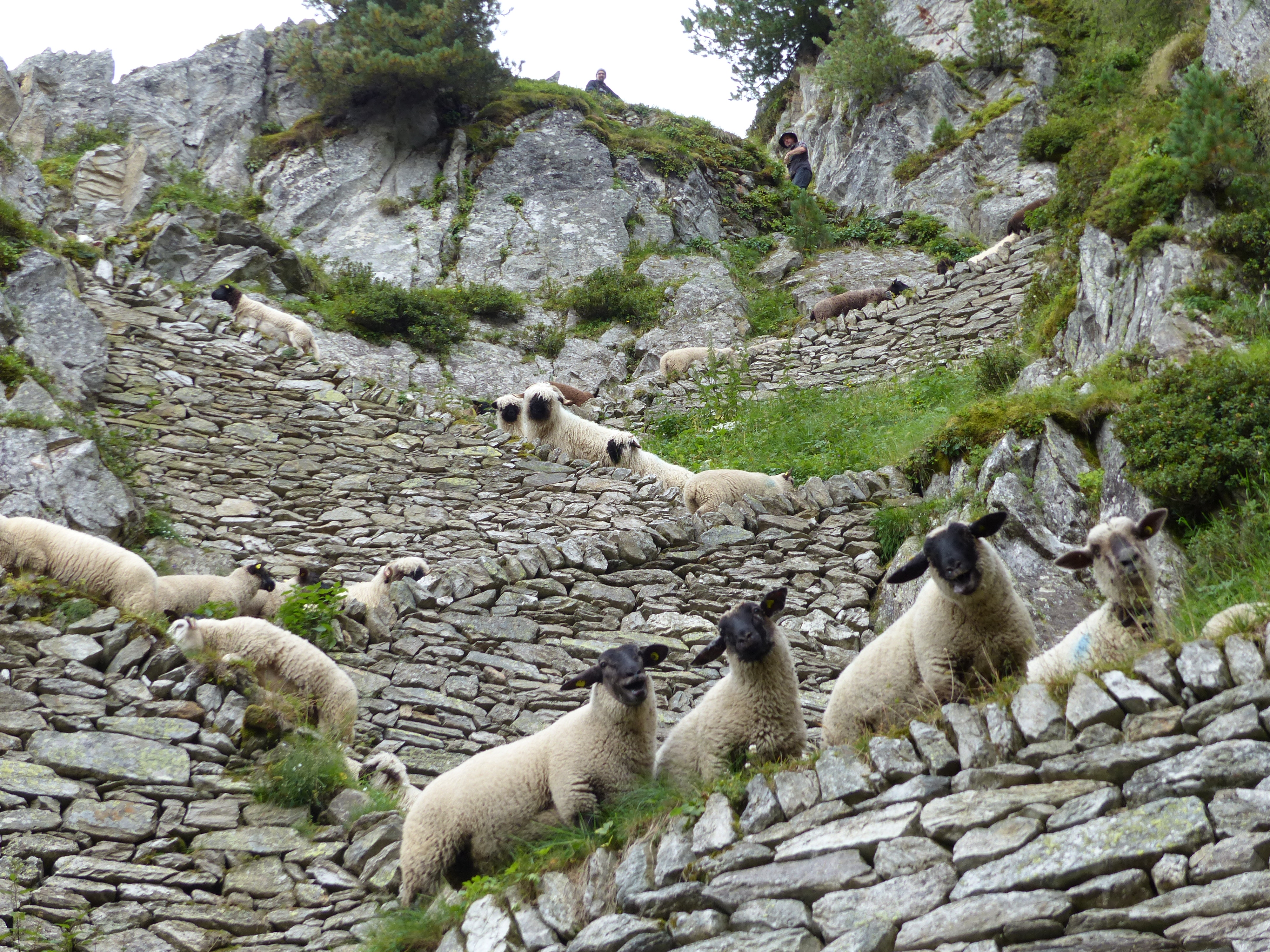
Schafstrieb über die Steigle, Belalp

Die  Schafscheid  ist die Aufteilung der von der Sömmerung in den Alpen kommenden Schafe an ihre jeweiligen Besitzer. Die zum traditionellen Brauchtum zählende Schafscheid ist meist mit einem Dorf- und Volksfest oder einem Schäferfest mit sonntäglicher Bergmesse (Belalp) verbunden und zu einer Touristenattraktion geworden. Die Schafscheid von Guggisberg BE wurde im Jahr 1662 erstmals erwähnt.
Nach dem Alpaufzug und einer etwa dreimonatigen Sömmerung erfolgt der Alpabzug. Nach dem gefahrvollen Einsammeln der wild weidenden Schafe bis auf 3000 m durch die Sanner oder Samner, folgt ein ein- bis zweitägiger Fussmarsch über schmale, steinige Wege ins Tal, wo an einem traditionell festgelegten Tag (erster Donnerstag im September, am Montag nach dem Eidgenössischen Bettag usw.) die Schafscheid stattfindet. 
Abtrieb und Schafscheid funktionieren nach uralten Regeln und haben archaische Züge. Die Herde von ein paar Hundert bis Tausend Schafen wird in einen grossen Färrich (Walliserdeutsch = Färricha), einem speziellen Pferch, getrieben, mit dem weitere kleinere Färriche mit Toren verbunden sind. Die Schafherde wird nun auseinandergetrieben und die einzelnen Tiere pro Besitzer in einen der kleinen Färriche gesperrt, wo er sie abholen kann.

## Traditionelle Schafscheiden in der Schweiz
- Schäful: Belalp (Gemeinde Naters VS)[1][2] am letzten Wochenende im August
- Jaun FR am Montag nach dem Eidgenössischen Bettag, zum 416. Mal (2010)[3]
- Riffenmatt (Gemeinde Guggisberg BE)[4][5] am ersten Donnerstag im September
- Riederalp, Bettmeralp, jährlich abwechselnd

## Wolfrisse
Die traditionelle Schafscheid in Riffenmatt fand 2011 fast ohne Schafe statt. Rund 400 Tiere der Schafzuchtgenossenschaft Rüschegg waren schon Anfang Juli von ihrer Alp am Stierengrat in der Gemeinde Boltigen geholt worden, weil dort ein Wolf über zwei Dutzend der Tiere gerissen hatte.